# Роман Якобчак
Роман Юзеф Якобчак (пол. Roman Józef Jakóbczak; нар. 26 лютого 1946, Вжесьня, Польща) — польський футболіст та тренер, виступав на позиції півзахисника.

## Клубна кар'єра
Футболом розпочав займатися в клубі «З'єдночені». У 1965 році перейшов до «Чарни» (Жагань), після чого опинився в «Шльонську». Після трьох сезонів проведених у Нижній Сілезії, переїхав на північний схід до щецинської «Погоні». За два з половиною сезони Якобчак зіграв 36 матчів та відзначився 11-а голами. Навесні 1972 року перейшов до познанського «Леха», е став гравцем основного складу. За 5 сезонів, зіграних у «Лехі», провів 112 поєдинків.
Наприкінці кар'єри Роман отримав запрошення від франко-польського тренера Жерара Вознюка приєднатися до «Шатору». У команді виступав разом зі своїм співвітчизником Едвардом Бернацьким. У команді виступав протягом сезону, після цього по року відіграв в інших французьких колективах: «Ред Стар», «Сен-Квен», «Руан» та «Перпіньян».
У 1980 році повернувся до «Леха», де й завершив кар'єру. За нетривалий період часу в познанському клубі у чемпіонаті Польщі не грав, зігравши лише в 1-у поєдинку кубку Польщі (програному 0:2 проти щецинської «Погоні»). У 2007 році Якобчак був включений у символічну збірну «Леха» за всю історію клубу, набравши найбільшу кількість голосів.

## Кар'єра в збірній
У збірної Польщі Роман Якобчак дебютував 15 травня 1974 року в товариській зустрічі зі збірною Греції, в ній же йому вдалося відзначитися. Входив до складу збірної на чемпіонаті світу-1974, але на поле не виходив. Всього за збірну Польщі провів 5 матчів і забив 2 м'ячі.

### Матчі за збірну
| №  | Дата            | Місце   | Суперник  | Результат | Змагання        | Грав   | Примітки |
| -- | --------------- | ------- | --------- | --------- | --------------- | ------ | -------- |
| 1. | 15 травня 1974  | Варшава | Греція    | 2-0       | товариський     | 90'    | Гол      |
| 2. | 9 жовтня 1974   | Варшава | Фінляндія | 3-0       | квал. Євро 1976 | з 53'  |          |
| 3. | 31 жовтня 1974  | Варшава | Канада    | 2-0       | товариський     | до 45' | Гол      |
| 4. | 26 березня 1975 | Познань | США       | 7-0       | товариський     | 90'    |          |
| 5. | 26 травня 1976  | Познань | Ірландія  | 0-2       | товариський     | з 46'  |          |

## Кар'єра тренера
По завершенні кар'єри гравця розпочав тренерську діяльність. З 1985 по 1986 рік працював асистеном у тренерському штабі познанського «Леха». З 6 квітня по 19 листопада 1993 року Якобчак працював головним тренером «Леха». Клуб зайняв друге місце в чемпіонаті 1992/93, але потім був оголошений чемпіоном.

## Досягнення

### Як гравця
- Чемпіонат світу
  -  Бронзовий призер (1): 1974

### Як тренера
- Перша ліга Польщі
  -  Чемпіон (1): 1992/93[3]

## Стиль гри
Фрагментарно міг продемонструвати дуже сильну гру, володів потужним ударом.